# Wesoła (Lubliniec)
Wesoła – dzielnica Lublińca znajdująca się w południowej części miasta. W Wesołej znajduje się największy w Polsce Ośródek Szkolno-Wychowawczy dla dzieci Niesłyszących i Słabosłyszących. Przez dzielnice przechodzi droga z Centrum miasta na Górę Ługową, droga ta jest łącznikiem lublinieckiego Śródmieścia z obwodnicą zachodnią miasta od strony południowej. Węzeł znajduje się między dzielnicą Wesoła a dzielnicą Kokotek. Niegdyś łącznik był częścią 11 Kołobrzeg - Bytom.